# Стронский, Кирилл Фёдорович
Кирилл Фёдорович Стронский (15.02.1917 — 20.10.1999) — командир взвода 386-го отдельного батальона морской пехоты Новороссийской военно-морской базы, Черноморского флота, лейтенант. Герой Советского Союза.

## Биография
Родился 2 февраля 1917 года в селе Богодаровка Лубенского уезда Полтавской губернии (ныне — Лубенского района Полтавской области Украины). Украинец. Член ВКП(б)/КПСС с 1941 года. Окончил неполную среднюю школу. Работал секретарём Богодаровского сельсовета.
В Военно-морском флоте с 1938 года. Окончил Объединённую школу Учебного отряда. В боях Великой Отечественной войны с 1941 года. Оборонял Севастополь. В 1942 году окончил курсы переподготовки начсостава. Командовал зенитно-пулемётным взводом, а позже взводом 386-го отдельного батальона морской пехоты.
В конце октября 1943 года перед советскими войсками, которые освобождали от вражеских захватчиков Таманский полуостров, была поставлена задача осуществить Керченско-Эльтигенскую десантную операцию и захватить плацдарм в Крыму, недалеко от Керчи. 1 ноября 1943 года началась переправа через Керченский пролив передовых частей 318-й стрелковой дивизии и отдельных подразделений морской пехоты. Одними из первых высадились на крымский берег и захватили плацдарм в районе Эльтигена (ныне посёлок Героевское в черте города Керчь) бойцы взвода К. Ф. Стронского, которым предстояло отвлечь внимание противника от направления главного удара. Враг бросил против десантников пехоту и танки. На протяжении дня он двадцать раз переходил в контратаки. В исключительно сложных условиях наши воины удерживали плацдарм на протяжении трёх суток. Лейтенант К. Ф. Стронский личным примером воодушевлял бойцов. Метким огнём пулемётчики его взвода мешали автоматчикам противника обойти наши позиции с флангов. Благодаря смелости и самоотверженности наших воинов задание командования было выполнено.
Указом Президиума Верховного Совета СССР от 17 ноября 1943 года за мужество и героизм, проявленные при форсировании Керченского пролива и захвате плацдарма на крымском побережье, лейтенанту Кириллу Фёдоровичу Стронскому присвоено звание Героя Советского Союза с вручением ордена Ленина и медали «Золотая Звезда».
1 ноября 1943 года в боях на эльтингенском плацдарме лейтенант Стронский был ранен, находился на излечении в полевом лазарете там же. 2 декабря 1943 года лазарет подвергся авиаудару, считалось, что лейтенант погиб. Позднее выяснилось, что Стронский был тяжело ранен и попал в плен в бессознательном состоянии. В плену, в Румынии, находился до 27 августа 1944 года, бежал, пробился к своим, успешно прошёл спецпроверку Смерш, после чего вернулся в строй.
После окончания Великой Отечественной войны продолжал службу в Военно-морском флоте. С 1960 года майор К. Ф. Стронский — в запасе. Жил в городе Николаев. Работал заместителем директора по кадрам Николаевского областного объединения «Главплодоовощторга». Умер 20 октября 1999 года.
Награждён орденами Ленина, Отечественной войны 1-й степени, двумя орденами Красной Звезды, медалями.